# Ко, Лидия
Лидия Ко (англ. Lydia Ko; род. 24 апреля 1997, Сеул) — новозеландская гольфистка, самый молодой игрок, занимавший первое место в мировом рейтинге, самый молодой в истории победитель мейджора. Олимпийская чемпионка (2024), серебряный и бронзовый призёр Игр (2016, 2020). Член новозеландского ордена Заслуг (MNZM).
За карьеру заработала более $9 млн.

## Биография
Родилась в Корее, но её родители иммигрировали в Новую Зеландию, когда она ещё была младенцем. С 12 лет является гражданкой страны. С 2015 года училась заочно в Корейском университете.